# Freakish
Freakish est une série télévisée américaine d'horreur qui a été créée le 10 octobre 2016 sur Hulu.  
La série met en vedette plusieurs stars et célébrités des médias sociaux, dont Liza Koshy, Hayes Grier, Meghan Rienks, Leo Howard et Aislinn Paul et se concentre sur un groupe de lycéens qui sont piégés à l'intérieur de leur école lorsqu'une centrale nucléaire voisine explose, ce qui fait que les résidents et les autres élèves infectés se transforment en monstres mutants. 

## Synopsis
La série suit un groupe d'élèves qui se réunissent pour une retenue scolaire un samedi au lycée Kent. D'autres étudiants sont également sur le campus, mais impliqués dans diverses activités (basket-ball, préparation de débats, musique, etc.). Lorsqu'une centrale nucléaire voisine explose, ils doivent travailler ensemble pour trouver un moyen de survivre avec des ressources limitées et se protéger de ceux qui se sont transformés en créatures bizarres ressemblant à des zombies à cause des retombées.

## Distribution

### Acteurs principaux
- Leo Howard : Grover Jones, un lycéen qui devient un survivant du lycée après avoir été en retenue pour pouvoir passer du temps avec son coup de foudre, Violet Adams.
- Liza Koshy : Violat Adams, une lycéenne qui devient une survivante de l'école après avoir été retenue pour son manque de patience et sa tendance à s'emporter.
- Adam Hicks : Diesel Turner, un lycéen qui devient un survivant de l'école après avoir été mis en retenue pour avoir brutalisé des élèves plus jeunes.
- Meghan Rienks : Zoe Parker, capitaine des pom-pom girls d'un lycée, qui devient une survivante de l'école après avoir été retenue.
- Melvin Gregg : Lashawn Deveraux, un lycéen qui devient un survivant de l'école avec son meilleur ami, Noodle et sa petite amie, Zoe.
- Tyler Chase : Barrett McIntyre, un lycéen qui devient un survivant de l'école et qui a un talent pour le piratage informatique et la résolution de problèmes.
- Niki DeMar : Sadie, membre d'un groupe secondaire de survivants qui trouve ensuite refuge à l'école. (saison 2)
- Jordan Calloway : Zane Hiatt, l'ex-petit ami de Violet et membre d'un groupe secondaire de survivants qui trouvent ensuite refuge à l'école. (saison 2)

### Anciens acteurs principaux
- Aislinn Paul : Natalie Callaway, une lycéenne qui devient une survivante de l'école. (saison 1)
- Hayes Grier : Noodle Nelson, le meilleur ami de Lashawn qui devient un survivant de l'école après avoir été en retenue.  (saison 1)

### Autres personnages récurrents
- Mary Mouser : Mary Jones (saison 1)
- Alex Ozerov : Lyle (saison 1)
- Chad Coleman : Coach (saison 1)
- Chad Michael Collins : John Collins (saison 1)
- Olivia Gonzales : Addy (saison 1)
- Amanda Steele : Hailey (saison 2)
- Jake Busey : Earl (saison 2)
- Brant Daugherty : Jake (saison 2)
- Tati Gabrielle : Birdie (saison 2)
- Ryan McCartan : Oliver Keller (saison 2)
- Joy Osmanski : Felicity (saison 2)
- Arden Cho: Tonya (saison 2)

### Invités
- Caitlin Carver : Elise (saison 2)
- Raushanah Simmons : Poe (saison 2)

## Production

### Développement
Freakish est produite par AwesomenessTV et a été créée par Beth Szymkowski. Hulu a acquis les droits exclusifs de streaming pendant la production du programme. La série a été diffusée le 10 octobre 2016.
Hulu a renouvelé la série pour une deuxième saison, qui comprenait 10 épisodes et a été diffusée le 18 octobre 2017.
Le 27 juillet 2018, il a été rapporté que la série avait été annulée en raison des faibles audiences.

## Épisodes

### Première saison (2016)
Composée de 10 épisodes, elle a été mise en ligne le 10 octobre 2016.
1. Detention
2. Winds of Change
3. Secrets
4. Trapped
5. Weakness
6. Thirst
7. Knockout
8. Outsiders
9. Saved
10. Prey

### Deuxième saison (2017)
Composée de 10 épisodes, elle a été mise en ligne le 18 octobre 2017.
1. Trespass
2. Attraction
3. Strangers
4. Trust Issues
5. Self-Preservation
6. Dare
7. Haters
8. Humanity
9. Rescue
10. Turning